# Antonio Bizzozero
Antonio Bizzozero (Treviso, 8 ottobre 1857 – Cles, 15 ottobre 1934) è stato un agronomo italiano.

## Biografia
Nato a Sant'Artien, località nei pressi di Treviso, si diplomò alla Scuola Superiore di Agraria di Milano poi si dedicò all'insegnamento e alla sperimentazione presso la Scuola Agraria di Lonigo.
Nel 1892 fu chiamato a dirigere l'allora cattedra ambulante di agricoltura di Parma, fondata in quell'anno dall'onorevole Cornelio Guerci, e la diresse per un trentennio. Insegnò scienze naturali e agraria in varie scuole di Parma. Fu un propagandista delle idee di Stanislao Solari, promotore a Parma della riforma agraria.
Nel 1893 fondò a Parma il Consorzio Agrario Cooperativo che oggi è uno dei più importanti d'Italia e tra le primissime aziende della provincia di Parma. Nello stesso anno istituì il Bollettino della scuola ambulante e sperimentale d'Agricoltura delle casse rurali della Provincia di Parma, divenuto in seguito Bollettino mensile della Cattedra ambulante pratica e sperimentale d'agricoltura di Parma.  
Venne eletto cittadino onorario di Parma e nominato Cavaliere del Lavoro.
Nel 1967 venne fondata la Biblioteca Antonio Bizzozero presso l'Ispettorato dell'Agricoltura di Parma. Dal 1981 questa biblioteca è gestita dal Comune di Parma che, nel 2013, ne ha acquisito la proprietà.
A Parma gli è intitolato il viale Antonio Bizzozero, proseguimento di viale Solferino fino a via Montebello.

## Opere
- La concimazione razionale, Parma, Battei, 1892.
- Istruzioni per combattere la peronospora e la crittogama, Parma, Rossi-Ubaldi, 1894, 1900².
- Consigli agli agricoltori per le concimazioni autunnali, Parma, Rossi-Ubaldi, 1898.
- I consorzi agrari cooperativi nell'avvenire dell'agricoltura, Parma, Società Agraria, 1898.
- Consorzio agrario cooperativo Parmense. Relazioni alle assemblee generali sugli esercizi finanziari 1895-99, Parma, Rossi-Ubaldi, 1900.
- Impressioni e ricordi della Svizzera, Parma, Rossi-Ubaldi, 1909.
- Per impedire la chiusura del zuccherificio, Parma, Rossi-Ubaldi, 1910.
- Diciotto anni di cooperazione agraria, 1893-1910, Parma, Rossi-Ubaldi, 1911.
- Per far rifiorire la bachicultura. La nuova coltivazione del gelso, Parma, Pelati, 1914.
- Le affittanze collettive per assicurare il pane e il lavoro agli umili, Parma, Pelati, 1919.
- Per la terra madre (conferenza tenuta l'8 marzo 1919 nella sede dell'Associazione agraria parmense), Parma, Officina grafica Eresching, 1920.
- Il libro d'oro delle donne dell'agro parmense. Le donne premiate negli anni di guerra 1916-1917, Parma, Pelati, 1920.
- Saggio di scritti di Antonio Bizzozero, Roma, Reda, 1951.